# Microhyla butleri
Microhyla butleri é uma espécie de anfíbio da família Microhylidae.
Pode ser encontrada nos seguintes países: Camboja, China, Hong Kong, Laos, Malásia, Myanmar, Singapura, Taiwan, Tailândia e Vietname.
Os seus habitats naturais são: florestas subtropicais ou tropicais húmidas de baixa altitude, regiões subtropicais ou tropicais húmidas de alta altitude, matagal húmido tropical ou subtropical, pântanos, marismas intermitentes de água doce, terras aráveis, plantações, jardins rurais, lagoas, escavações a céu aberto e terras irrigadas.
Está ameaçada por perda de habitat.